# 佐川郵便局
佐川郵便局（さかわゆうびんきょく）は、高知県高岡郡佐川町にある郵便局。民営化前の分類では集配特定郵便局であった。

## 概要
住所：〒789-1299 高知県高岡郡佐川町甲1520-1

## 沿革
- 1872年9月3日（明治5年8月1日） - 佐川（さがわ）郵便取扱所として開設[1]。
- 1875年（明治8年）1月1日 - 佐川郵便局（五等）となる。
- 1881年（明治14年）7月25日 - 為替取扱を開始。
- 1882年（明治15年） - 貯金取扱を開始。
- 1893年（明治26年）1月21日 - 佐川郵便電信局となる。
- 1903年（明治36年）4月1日 - 通信官署官制の施行に伴い佐川郵便局となる。
- 1955年（昭和30年）2月1日 - 斗賀野郵便局および尾川郵便局から集配業務を移管[2]。
- 1956年（昭和31年）10月1日 - 電話通話および和文電報受付事務の取扱を開始。
- 1970年（昭和45年）9月1日 - 局名の読みを「さがわ」から「さかわ」に変更するとともに、特定郵便局から普通郵便局へ局種別改定[3]。
- 1999年（平成11年）7月1日 - 普通郵便局から特定郵便局へ局種別改定。
- 2006年（平成18年）9月11日 - 越知（おち）郵便局から「781-13xx」区域の集配業務を移管[4]。
- 2007年（平成19年）10月1日 - 民営化に伴い、併設された郵便事業伊野支店佐川集配センターに一部業務を移管。
- 2012年（平成24年）10月1日 - 日本郵便株式会社発足に伴い、郵便事業伊野支店佐川集配センターを佐川郵便局に統合。

## 取扱内容
- 郵便、印紙、ゆうパック、内容証明
- 貯金、為替、振替、振込、国際送金、国債、投資信託
- 生命保険、バイク自賠責保険
- ゆうちょ銀行ATM（管轄はゆうちょ銀行松山支店）
- 「781-13xx」区域（高岡郡越知町の全域）、「789-12xx」区域（高岡郡佐川町の全域）の集配業務

## 周辺
- 佐川町役場
- 司牡丹酒造
- 国道33号
- 国道494号

## アクセス
- JR土讃線 佐川駅から徒歩約7分
- 黒岩観光バス 郵便局前停留所下車
- 高知自動車道 土佐ICから西へ約17km
- 駐車場あり：7台